# Flogstatornet

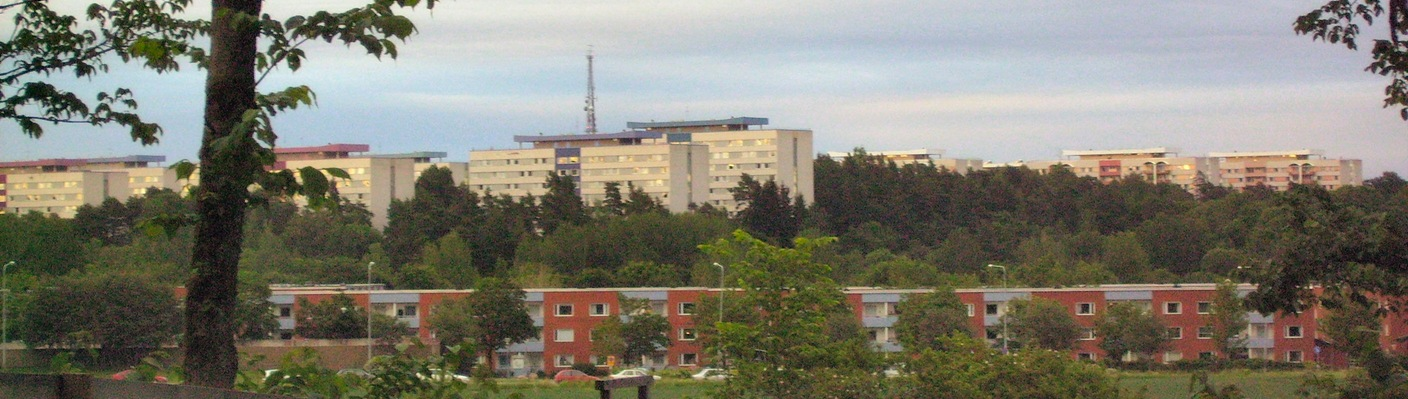
Flogstamasten i bakgrunden över Sernanders väg och Hamberg.

Flogstatornet ("Flogstamasten") är en tidigare TV-mast i stadsdelen Flogsta i Uppsala. 
Tornet står på en kulle nära riksväg 55 vid västra infarten till Uppsala. Fram till byggandet av Vedyxamasten år 1985 användes Flogstatornet som FM/TV-sändarstation för Sveriges Radios och Sveriges Televisions utsändningar i Uppsalaområdet. Efter nedläggningen av TV- och radiosändningarna har tornet använts som antennbärare för mobiltelefoni, kommunikationsradio, radiolänk samt närradio och privat lokalradio. 
Lokalradiosändningarna har tidvis orsakat störningar på de kringboendes fasta telefoner på grund av tornets närhet till bebyggelsen. Efter att fler privata lokalradiostationer börjat sända från tornet i augusti 2018 har lyssnare i närheten av tornet klagat på att sändningarna stör mottagning av Sveriges Radios kanaler från Vedyxamasten.
För att råda bot på problemen driftsattes hösten 2021 en hjälpsändare i masten för Sveriges Radios kanaler P1, P2, P3 och P4 Radio Uppland.
Sändningarna sker med vertikal polarisation på frekvenserna 91,4, 98,4, 107,7 resp, 107,3 MHz.
Tornet, som ägs av Teracom, är numera cirka 80 meter högt men har tidigare varit betydligt högre.